# Apeadero Universidad de Luján
Universidad Nacional de Luján es un apeadero de la ciudad de Luján, Provincia de Buenos Aires, Argentina.

## Servicios
El apeadero corresponde a la Línea Sarmiento de la red ferroviaria argentina, en el servicio diésel que conecta las terminales Moreno y Mercedes.

## Ubicación
Se encuentra en cercanías de la Universidad Nacional de Luján de la cual recibe su nombre; junto al enclave de las RN 5 y RN 7, en el llamado Cruce del Escudo.

## Historia
El apeadero tiene como origen un proyecto presentado a Ferrocarriles Argentinos, para facilitar el transporte de alumnos y docentes, por el secretario de planeamiento de la Universidad Nacional de Luján (Ing. Roberti) en 1984, siendo Rector el Dr. Fliess. La Universidad acababa de reabrirse. En febrero de 2019 terminó una obra de remodelación, que incluyó  refugios y andenes nuevos, con accesos para personas con movilidad reducida.